# Henrik Kristoffersen
Henrik Kristoffersen (Lørenskog, 2 de julio de 1994) es un deportista noruego que compite en esquí alpino.
Participó en tres Juegos Olímpicos de Invierno, obteniendo dos medallas, bronce en Sochi 2014 (eslalon) y plata en Pyeongchang 2018 (eslalon gigante), y el cuarto lugar en Pekín 2022 (eslalon).
Ganó tres medallas en el Campeonato Mundial de Esquí Alpino entre los años 2019 y 2023. En la Copa del Mundo consiguió 33 victorias y 95 podios en total.

## Palmarés internacional
| Juegos Olímpicos   | Juegos Olímpicos             | Juegos Olímpicos  | Juegos Olímpicos |
| Año                | Lugar                        | Medalla           | Prueba           |
| ------------------ | ---------------------------- | ----------------- | ---------------- |
| 2014               | Sochi (Rusia)                | Medalla de bronce | Eslalon          |
| 2018               | Pyeongchang (Corea del Sur)  | Medalla de plata  | Eslalon gigante  |
| Campeonato Mundial |                              |                   |                  |
| Año                | Lugar                        | Medalla           | Prueba           |
| 2019               | Åre (Suecia)                 | Medalla de oro    | Eslalon gigante  |
| 2021               | Cortina d'Ampezzo (Italia)   | Medalla de bronce | Eslalon          |
| 2023               | Courchevel/Méribel (Francia) | Medalla de oro    | Eslalon          |